# منتخب أندورا لهوكي الجليد
منتخب أندورا لهوكي الجليد هو ممثل أندورا الرسمي في المنافسات الدولية في هوكي الجليد . تأسس في 2017.